# Stazione di Lezza-Carpesino
La stazione di Lezza-Carpesino è ubicata a cavallo dei quartieri settentrionali periferici di Erba sulla ferrovia Milano–Asso. Appartiene al gruppo FNM, per cui la gestione dell'infrastruttura è affidata a FerrovieNord.
Si tratta di una fermata ferroviaria a singolo binario presenziata e attiva per il servizio viaggiatori fino ai primi anni novanta quando, in concomitanza con il declassamento della stazione di Pontelambro-Castelmarte, fu chiusa all'utenza.
L'edificio passeggeri grava in stato di abbandono, così come la banchina.
È possibile che in futuro la fermata possa riprendere un regolare servizio, in quanto viene ancora indicata sulle mappe del servizio ferroviario regionale e viene ben evidenziato, sia tramite avvisi vocali di stazione sia tramite teleindicatori, che i treni non vi effettuano sosta.
A marzo 2021 la pubblica amministrazione di Erba avanza l'ipotesi di riattivazione, d'allora la ipotesi non ha avuto seguito.